# (142) Polana
(142) Polana es un asteroide perteneciente al cinturón de asteroides descubierto el 28 de enero de 1875 por Johann Palisa desde el observatorio de Pula, Croacia.
Está nombrado por el lugar del descubrimiento.